# 張鴻鐘
張鴻鐘，臺灣企業家，於2016年8月17日就任台灣虎航董事長。擁有美國聖路易斯華盛頓大學運輸工程碩士、博士學位，曾任華航行銷服務處代處長、行銷規劃處副處長、客運處副處長及台灣地區行銷副總經理，亦被外派至華航檀香山、印度及中國大陸等地區擔任總經理，在華航總公司及各分公司皆負責重要業務。